# Steverlynck Noord
De zone Steverlynck Noord ("Vichte vallei") te Vichte is een natuurgebied dat gelegen is rechtover het vroegere textielveredelingsbedrijf Steverlynck. Het is het enige open landschap in Vichte aan de voet van de Vlaamse Ardennen.
De zone kwam in 2007 in het nieuws door het actiecomité “Betoncentrale neen". Op de site waren plannen om er een grote betoncentrale te bouwen.
Het gemeentebestuur van Anzegem en ook de bestendige deputatie van de provincie West-Vlaanderen verzetten zich tegen deze plannen. Dit vooral omdat de mobiliteit binnen de dorpskern van Vichte zeer in het gedrang zou komen. In januari 2008 weigerde ook Vlaams Minister van Leefmilieu (Hilde Crevits) de milieuvergunning voor de betoncentrale.

Zone Steverlynck Noord Vichte
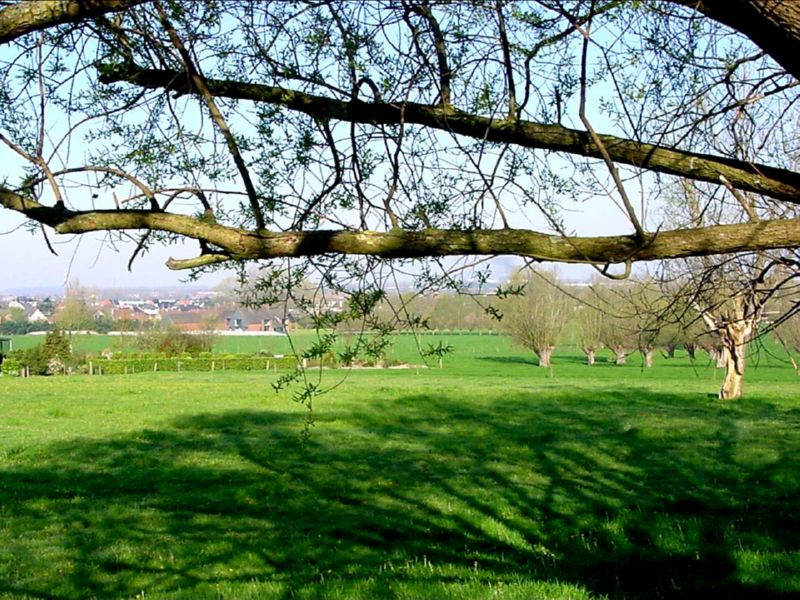
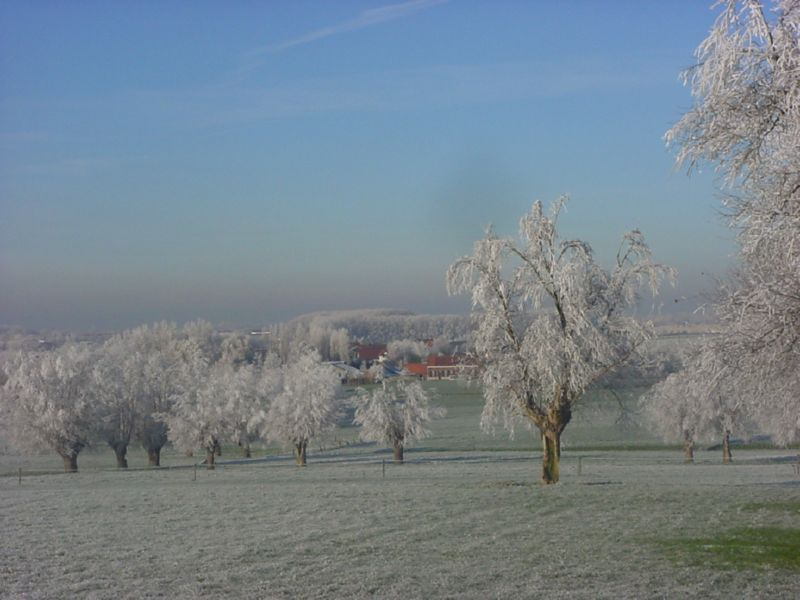
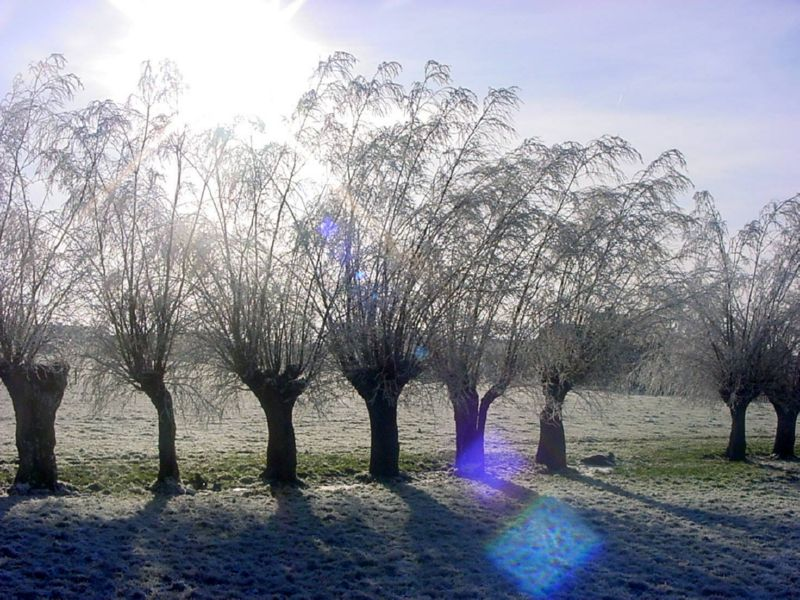